# Acineta mireyae
Acineta mireyae là một loài thực vật có hoa trong họ Lan. Loài này được G.Gerlach & M.H.Weber mô tả khoa học đầu tiên năm 2003.